# 二十八烷
二十八烷（英語：Octacosane）是含有28個碳原子的直鏈烷烴，化學式為C28H58，外觀為無色、透明的蠟狀固體。它理论上存在617105614种同分异构体。它可由1-溴十四烷和金属钠的偶合反应制得。